# Guillaume de Nicolaÿ
Guillaume de Nicolaÿ, né le 16 février 1716 à Arles et mort le 13 février 1788 à Saint-Martin-de-Crau, est un bibliophile français.

## Biographie
Guillaume de Nicolaÿ est le fils de Joachim Guillaume de Nicolaï, conseiller au parlement de Provence, gouverneur et maire d'Arles, et d'Anne d'Avignon. Il épouse la fille d'André Cardinal Destouches.
Gouverneur d'Arles, possesseur d'une importante bibliothèque, il est auteur de plusieurs mémoires historiques et géographiques.
Il est élu membre de l'Académie royale des inscriptions et belles lettres en 1736 et associé régnicole de l'Académie de Marseille.